# Óxido de lítio
Óxido de lítio (Li2O) ou lítia é um composto químico inorgânico.

## Produção
Óxido de lítio é formado quando o lítio é queimado ao ar e combina-se com o oxigênio, ou pela decomposição térmica do peróxido de lítio ou do hidróxido de lítio:
{\displaystyle \mathrm {4\ Li+O_{2}\longrightarrow \ 2\ Li_{2}O} }
{\displaystyle \mathrm {2\ Li_{2}O_{2}{\xrightarrow {195^{\circ }C}}\ 2\ Li_{2}O\ +O_{2}} }
{\displaystyle \mathrm {2\ LiOH\longrightarrow Li_{2}O+H_{2}O} }

## Usos
Óxido de lítio é usado como um fundente em esmaltes cerâmicos; e cria colorações azuis com cobre e rosas com cobalto. Óxido de lítio reage com água e vapor e deve ser isolado deles.
Seu uso está também sendo investigado para valorações em espectroscopia de monitoramento de degradação de emissão não-destrutiva com sistemas de revestimento de barreira térmica. Ele pode ser adicionado como um co-dopante com ítria na cerâmica de zircônia para alto revestimento, sem um grande decréscimo na expectativa de vida em serviço do revestimento. A alta temperatura, o óxido de lítio emite um padrão espectral muito detectável, o qual aumenta em intensidade ao longo da degradação do revestimento. Implementação permitiria monitoramento in situ de tais sistemas, possibilitando um eficiente meio para predizer tempo de vida até a falha ou necessária manutenção.